# Parafia Zwiastowania Najświętszej Maryi Panny w Rudzie Malenieckiej
Parafia Zwiastowania Najświętszej Maryi Panny w Rudzie Malenieckiej – jedna z 11 parafii rzymskokatolickich dekanatu radoszyckiego diecezji radomskiej. 

## Historia
Kaplica dworska pw. Zwiastowania NMP w Rudzie Malenieckiej (pierwotnie pw. Judy Tadeusza), na terenie rozległego zabytkowego parku podworskiego przeciętego nienazwanym dopływem rzeki Czarnej, została zbudowana w 1848 według projektu arch. Jana Jakuba Gaya, z fundacji dziedzica Tadeusza Bocheńskiego. Jest to budowla neoromańska, jednonawowa, zbudowana z ciosu piaskowcowego. W 1965 była restaurowana i odnawiana. Świątynia ta służyła duszpastersko do czasu wybudowania nowego kościoła. Parafia została erygowana 18 maja 1958 przez bp. Jana Kantego Lorka z wydzielonych miejscowości parafii Lipa, Bedlno i Kazanów Konecki. Kościół pw. św. Judy Tadeusza, według projektu arch. Zdzisława Wieka z Kielc i konstruktora Stanisława Szafrańskiego, zbudowany został w latach 1982–1983 staraniem ks. Sylwestra Rybaka. Poświęcenia w stanie surowym dokonał w 1982 bp. Walenty Wójcik, a konsekracji 22 listopada 1987 dokonał bp. Adam Odzimek. Kościół jest zbudowany z cegły i kamienia. 

## Zasięg parafii
Do parafii należą wierni z miejscowości: Cieklińsko, Dęba, Dęba-Kolonia, Ruda Maleniecka, Strzęboszów, Wyszyna Fałkowska, Wyszyna Machorowska i Wyszyna Rudzka.

## Proboszczowie
- 1957 – 1968 – ks. Stanisław Słyk
- 1968 – 1973 – ks. Jan Kopyt
- 1973 – 1978 – ks. Stefan Szary
- 1978 – 2012 – ks. kan. Sylwester Rybak
- 2012 – nadal – ks. Paweł Węgrzynowski